# Kévin Mayer
Kévin Mayer (ur. 10 lutego 1992 w Argenteuil) – francuski lekkoatleta specjalizujący się w wielobojach.
W 2009 okazał się najlepszy w ośmioboju podczas mistrzostw świata juniorów młodszych. Rok później został mistrzem świata juniorów w dziesięcioboju, a w 2011 został mistrzem Europy juniorów. Medalista mistrzostw Francji. W 2013 roku został halowym wicemistrzem Europy w Göteborgu oraz zajął 4. miejsce na mistrzostwach świata. Srebrny medalista mistrzostw Europy w Zurychu (2014). Wicemistrz olimpijski z Rio de Janeiro (2016) oraz halowy mistrz Europy z Belgradu (2017). W tym samym roku zdobył w Londynie złoto mistrzostw świata. W 2021 zdobył swoje drugie srebro igrzysk olimpijskich, a rok później ponownie został mistrzem świata. W 2023 w Stambule po raz trzeci został halowym mistrzem Europy.
Rekord życiowy: dziesięciobój – 9126 pkt. (16 września 2018, Talence) – rekord świata, siedmiobój (hala) – 6479 pkt. (5 marca 2017, Belgrad – były halowy rekord Europy, 7. wynik w historii światowej lekkoatletyki).

## Osiągnięcia
| Rok  | Impreza                                | Miejsce        | Lokata      | Konkurencja        | Wynik     |
| ---- | -------------------------------------- | -------------- | ----------- | ------------------ | --------- |
| 2009 | Mistrzostwa świata juniorów młodszych  | Bressanone     | 1. miejsce  | ośmiobój           | 6478 pkt. |
| 2010 | Mistrzostwa świata juniorów            | Moncton        | 1. miejsce  | dziesięciobój jun. | 7928 pkt. |
| 2011 | Mistrzostwa Europy juniorów            | Tallinn        | 1. miejsce  | dziesięciobój jun. | 8124 pkt. |
| 2012 | Mistrzostwa Europy                     | Helsinki       | –           | dziesięciobój      | DNF       |
| 2012 | Igrzyska olimpijskie                   | Londyn         | 15. miejsce | dziesięciobój      | 7952 pkt. |
| 2013 | Halowe mistrzostwa Europy              | Göteborg       | 2. miejsce  | siedmiobój         | 6297 pkt. |
| 2013 | Superliga pucharu Europy w wielobojach | Tallinn        | 1. miejsce  | dziesięciobój      | 8390 pkt. |
| 2013 | Mistrzostwa świata                     | Moskwa         | 4. miejsce  | dziesięciobój      | 8446 pkt. |
| 2014 | Mistrzostwa Europy                     | Zurych         | 2. miejsce  | dziesięciobój      | 8521 pkt. |
| 2016 | Igrzyska olimpijskie                   | Rio de Janeiro | 2. miejsce  | dziesięciobój      | 8834 pkt. |
| 2017 | Halowe mistrzostwa Europy              | Belgrad        | 1. miejsce  | siedmiobój         | 6479 pkt. |
| 2017 | Mistrzostwa świata                     | Londyn         | 1. miejsce  | dziesięciobój      | 8768 pkt. |
| 2018 | Halowe mistrzostwa świata              | Birmingham     | 1. miejsce  | siedmiobój         | 6348 pkt. |
| 2018 | Mistrzostwa Europy                     | Berlin         | –           | dziesięciobój      | DNF       |
| 2019 | Mistrzostwa świata                     | Doha           | –           | dziesięciobój      | DNF       |
| 2021 | Halowe mistrzostwa Europy              | Toruń          | 1.miejsce   | siedmiobój         | 6392 pkt. |
| 2021 | Igrzyska olimpijskie                   | Tokio          | 2. miejsce  | dziesięciobój      | 8726 pkt. |
| 2022 | Mistrzostwa świata                     | Eugene         | 1. miejsce  | dziesięciobój      | 8816 pkt. |
| 2022 | Mistrzostwa Europy                     | Monachium      | –           | dziesięciobój      | DNF       |
| 2023 | Halowe mistrzostwa Europy              | Stambuł        | 1. miejsce  | siedmiobój         | 6348 pkt. |
| 2023 | Mistrzostwa świata                     | Budapeszt      | –           | dziesięciobój      | DNF       |
| 2024 | Mistrzostwa Europy                     | Rzym           | 5. miejsce  | dziesięciobój      | 8476 pkt. |